# Lentvaris
Lentvaris è una città della Lituania, situata nella contea di Vilnius.